# Ster ZLM Toer 2017
Lo Ster ZLM Toer 2017, trentunesima edizione della corsa, si svolse dal 14 al 18 giugno su un percorso di 771 km ripartiti in 5 tappe, con partenza da Westkapelle e arrivo ad Oss. Fu vinto dal portoghese José Gonçalves della squadra Katusha-Alpecin davanti allo sloveno Primož Roglič e al belga Laurens De Plus.

## Tappe
| Tappa  | Data      | Percorso                                      | km    | Vincitore di tappa | Leader cl. generale |
| ------ | --------- | --------------------------------------------- | ----- | ------------------ | ------------------- |
| 1ª     | 14 giugno | Westkapelle > Westkapelle (cron. individuale) | 7,5   | Primož Roglič      | Primož Roglič       |
| 2ª     | 15 giugno | Tholen > Hoogerheide                          | 186,8 | Dylan Groenewegen  | Primož Roglič       |
| 3ª     | 16 giugno | Buchten > Buchten                             | 210   | Dylan Groenewegen  | Primož Roglič       |
| 4ª     | 17 giugno | Verviers > Jalhay                             | 186   | José Gonçalves     | José Gonçalves      |
| 5ª     | 18 giugno | Oss > Oss                                     | 180,9 | Marcel Kittel      | José Gonçalves      |
| Totale | Totale    | Totale                                        | 771   |                    |                     |

## Dettagli delle tappe

### 1ª tappa
- 14 giugno: Westkapelle > Westkapelle (cron. individuale) – 7,5 km

| Pos. | Corridore             | Squadra    | Tempo |
| ---- | --------------------- | ---------- | ----- |
| 1    | Primož Roglič         | Lotto NL   | 8'04" |
| 2    | Marcel Kittel         | Quick Step | a 3"  |
| 3    | Maximilian Schachmann | Quick Step | s.t.  |

| Pos. | Corridore             | Squadra    | Tempo |
| ---- | --------------------- | ---------- | ----- |
| 1    | Primož Roglič         | Lotto NL   | 8'04" |
| 2    | Marcel Kittel         | Quick Step | a 3"  |
| 3    | Maximilian Schachmann | Quick Step | s.t.  |

### 2ª tappa
- 15 giugno: Tholen > Hoogerheide – 186,8 km

| Pos. | Corridore         | Squadra      | Tempo    |
| ---- | ----------------- | ------------ | -------- |
| 1    | Dylan Groenewegen | Lotto NL     | 4h17'36" |
| 2    | Max Walscheid     | Sunweb       | s.t.     |
| 3    | Moreno Hofland    | Lotto-Soudal | s.t.     |

| Pos. | Corridore             | Squadra    | Tempo    |
| ---- | --------------------- | ---------- | -------- |
| 1    | Primož Roglič         | Lotto NL   | 4h25'40" |
| 2    | Marcel Kittel         | Quick Step | a 3"     |
| 3    | Maximilian Schachmann | Quick Step | s.t.     |

### 3ª tappa
- 16 giugno: Buchten > Buchten – 210 km

| Pos. | Corridore         | Squadra      | Tempo    |
| ---- | ----------------- | ------------ | -------- |
| 1    | Dylan Groenewegen | Lotto NL     | 5h12'30" |
| 2    | André Greipel     | Lotto-Soudal | s.t.     |
| 3    | Moreno Hofland    | Lotto-Soudal | s.t.     |

| Pos. | Corridore             | Squadra    | Tempo    |
| ---- | --------------------- | ---------- | -------- |
| 1    | Primož Roglič         | Lotto NL   | 9h38'10" |
| 2    | Marcel Kittel         | Quick Step | a 3"     |
| 3    | Maximilian Schachmann | Quick Step | s.t.     |

### 4ª tappa
- 17 giugno: Verviers > Jalhay – 186 km

| Pos. | Corridore       | Squadra    | Tempo    |
| ---- | --------------- | ---------- | -------- |
| 1    | José Gonçalves  | Katusha    | 4h39'47" |
| 2    | Laurens De Plus | Quick Step | a 6"     |
| 3    | Primož Roglič   | Lotto NL   | a 22"    |

| Pos. | Corridore       | Squadra    | Tempo     |
| ---- | --------------- | ---------- | --------- |
| 1    | José Gonçalves  | Katusha    | 14h18'07" |
| 2    | Primož Roglič   | Lotto NL   | a 8"      |
| 3    | Laurens De Plus | Quick Step | a 10"     |

### 5ª tappa
- 18 giugno: Oss > Oss – 180,9 km

| Pos. | Corridore         | Squadra      | Tempo    |
| ---- | ----------------- | ------------ | -------- |
| 1    | Marcel Kittel     | Quick Step   | 3h59'55" |
| 2    | Dylan Groenewegen | Lotto NL     | s.t.     |
| 3    | André Greipel     | Lotto-Soudal | s.t.     |

| Pos. | Corridore       | Squadra    | Tempo     |
| ---- | --------------- | ---------- | --------- |
| 1    | José Gonçalves  | Katusha    | 18h17'59" |
| 2    | Primož Roglič   | Lotto NL   | a 11"     |
| 3    | Laurens De Plus | Quick Step | a 13"     |

## Classifiche finali

### Classifica generale
| Pos. | Corridore             | Squadra                          | Tempo     |
| ---- | --------------------- | -------------------------------- | --------- |
| 1    | José Gonçalves        | Katusha-Alpecin                  | 18h17'59" |
| 2    | Primož Roglič         | Team Lotto NL-Jumbo              | a 11"     |
| 3    | Laurens De Plus       | Quick Step                       | a 13"     |
| 4    | Maximilian Schachmann | Quick Step                       | a 20"     |
| 5    | Søren Kragh Andersen  | Team Sunweb                      | a 24"     |
| 6    | Toon Aerts            | Telenet Fidea Lions              | a 30"     |
| 7    | Jasper De Buyst       | Lotto-Soudal                     | a 37"     |
| 8    | Maxime Vantomme       | WB Veranclassic Aquality Protect | a 40"     |
| 9    | Alex Kirsch           | WB Veranclassic Aquality Protect | a 43"     |
| 10   | Jasper de Laat        | Metec-TKH p/b Mantel             | a 45"     |